# Ватасэ, Юу
Юу Ватасэ (яп. 渡瀬悠宇 Ватасэ Юу, 5 марта 1970, Осака) — мангака, рисующая сёдзё-мангу (мангу для девушек). Известна в первую очередь как автор манги Fushigi Yugi.

## Биография
Ватасэ Юу — родилась 5 марта 1970 недалеко от города Осаки и жила там до того, как переехала в Токио, чтобы осуществить свою мечту о создании манги.
Юу дебютировала в возрасте 18 лет в журнале Shojo Comic — ее первой мангой стала Pajama de Ojama («Суета вокруг пижамы») (1989). После этой работы был определён основной круг мотивов будущих работ Ватасэ — романтика, мистика и комедия.
В 1991 году Ватасэ начала выпускать реалистичную романтическую сёдзё-мангу Shishunki Miman Okotowari («Детям до 16-ти строго воспрещается!») (1991), к которой она затем дописала продолжение Zoku Shishunki Miman Okotowari («Детям до 16-ти всё ещё воспрещается!») (1992—1993) и окончание Shishunki Miman Okotowari — Kanketsu Hen (1998). Этот манга-сериал был весьма популярен, и по его мотивам Мэгуми Нисидзаки написал серию повестей, иллюстрации к которым нарисовала сама Ватасэ.
Мировую известность Ватасэ получила благодаря мистико-романтическому манга-сериалу «Таинственная игра» (1992—1996). В нём к списку обычных мотивов мангаки добавились фэнтези и драматизм. В 1995—1996 годах студия Studio Pierrot выпустила телесериал по мотивам первой части этой манги, который до сих пор считается одним из лучших сёдзё-телесериалов в истории аниме и имеет множество фанатских сайтов в интернете.
Следующим большим проектом Ватасэ стал мистико-романтический манга-сериал Ayashi no Ceres («Таинственная Церера») (1996—2000), который также был экранизирован студией Pierrot в 2000 году.
С 2000 года Ватасэ публикует свой новый реалистический манга-сериал — Imadoki! («Сейчас!»).
В настоящее время она закончила приквел к «Таинственной игре» — мангу Fushigi Yugi Genbu Kaiden. Сейчас работает над другим приквелом к
Fushigi Yugi — Curious Tales of the Byakko.
Помимо больших сериалов, Ватасэ создала также два мини-сериала — Epotoransu! Mai (1994—1995) и Appare Jipangu! («Прекрасная Япония!») (1997—1998), а также множество коротких манга-рассказов, объединённых в сборники «Masterpiece Collection» (1990—1994) и «Yuu-topia Collection» (1997—1998).

## Список работ
- Alice 19th
- Appare Jipangu
- Ayashi no Ceres
- Epotoransu! Mai
- Imadoki
- Oishii Study
- Pajama de Ojama (дебютная работа)
- Shishunki Miman Otokowari
- Zettai Kareshi
- «Таинственная игра»
  - Fushigi Yugi Genbu Kaiden
  - Fushigi Yugi — Curious Tales of the Byakko